# Western Automobile Company (Colorado)
Western Automobile Company war ein US-amerikanischer Hersteller von Automobilen aus Colorado. Eine andere Quelle verwendet die Firmierung Western Motor Car Manufacturing Company.

## Unternehmensgeschichte
Das Unternehmen existierte nur 1907 in Denver. O. M. Davis war Präsident und J. O. Breckenridge Manager. In dem Jahr stellten sie Automobile her. Der Markenname lautete Western. Insgesamt entstanden nur wenige Fahrzeuge.
Es bestanden keine Verbindungen zur Western Automobile Company aus Illinois und zur Western Automobile Company aus Washington. Weitere Hersteller von Personenkraftwagen mit diesem Markennamen waren Western Auto Parts Company und Western Carriage Works.

## Fahrzeuge
Ein Modell hatte einen Zweizylindermotor mit 16 PS Leistung. Es war als Runabout karosseriert. Der Neupreis betrug 850 US-Dollar.
Daneben gab es den 40/50 HP. Er hatte einen Sechszylindermotor, der mit 40/50 PS angegeben war. Der Wagen kostete als Runabout 1850 Dollar und als offener Tourenwagen 2000 Dollar.